# GPX (雑誌)
GPX（ジーピーエックス）は、かつて山海堂が発売していたF1専門誌。正式名称は、“F1 Grand Prix Xpress”。グランプリごとに発行される「F1速報誌」というジャンルの草分けとなった。

## 概要
1987年に同社の自動車雑誌『オートテクニック』の増刊として創刊。1988年から単独の雑誌となり、原則としてF1の各グランプリ終了後の翌土曜日（後に翌金曜日）に発行された。また、シーズン終了後にはデータをまとめた総集編も出版された。
B4判の判型を採用し、表紙にはレーシングドライバーの顔写真を掲載、ざらついた紙質を選ぶなど、グラビア雑誌のような造りが特徴であった。内容は現地取材による予選・決勝のレポート、最新ニュースのほか、事前に用意した特集記事や読者の投稿コーナーなどがあった。レースレポートには諸岡理（もろおか さとる）の描くユーモラスなイラストが添えられた。創刊当時、レースによってはフジテレビのF1中継番組（F1グランプリ）の映像を借りて、写真を載せていた時期もある。
『オートスポーツ』『Racing On』などのモータースポーツ総合誌と比べても、情報の鮮度や迫力のあるグラビアといった見所があり、当時のバブル景気に乗ったF1ブームにも助けられ、雑誌は好調な売れ行きを見せた。それを見た他社も『F1速報』（ニューズ出版）、『AS+F』（三栄書房）などを筆頭に続々とF1速報誌を創刊し、一時はF1速報誌が乱立した時代もあった。とくに『GPS（グランプリスポーツ）』は誌名や判型がGPXに類似していた。
しかし、その後バブル崩壊と日本のF1人気の低下に伴い売上は徐々に減少し、15年目の2001年シーズン限りで廃刊となった。
山海堂ではその後2003年に、GPXと同様のコンセプトで編集された『Grand Prix Speed F』を創刊。2004年からはPDF形式によるWeb上での配信に移行した。同誌は2005年に誌名を『週刊エフ』と改め、その後もWeb上での配信を続けていたが、2007年12月に山海堂が倒産したため、それに伴い配信も停止された。
初代編集長の山口正巳は、現在はF1情報サイト「STINGER」の運営に係わっている。